# Borajno
Borajno je naseljeno mjesto u općini Čajniču, Republika Srpska, BiH. Nalazi se sjeverno od Čajniča i zapadno od izvora rječice Mrkve.
Nastalo je 1985. spajanjem naselja Gramusovića, Makotića, Nekosina, Umčara i Vidobara (Sl. list SRBiH, 24/85).

## Stanovništvo
| Narod     | Popis 1991. |
| --------- | ----------- |
| Hrvati    |             |
| Muslimani | 304         |
| Srbi      | 36          |
| ostali    |             |
| Ukupno    | 340         |